# San Francisco, Guatemala
San Francisco är en kommunhuvudort i Guatemala.   Den ligger i kommunen Municipio de San Francisco och departementet Petén, i den norra delen av landet, 250 km norr om huvudstaden Guatemala City. San Francisco ligger 218 meter över havet och antalet invånare är 3 954.
Terrängen runt San Francisco är platt. Runt San Francisco är det glesbefolkat, med 17 invånare per kvadratkilometer. Närmaste större samhälle är San Benito, 13,0 km norr om San Francisco. I omgivningarna runt San Francisco växer i huvudsak städsegrön lövskog.